# Эслинг, Фредерик
Фредерик Карл Эслинг (англ. Frederick Karl Esling, 20 июля 1860, Кресуик, штат Виктория — 31 июля 1955, Бокс-Хилл, штат Виктория) — австралийский шахматист, мастер, первый чемпион Австралии (1886 г.), вице-чемпион Австралии 1887 и 1895 гг.

## Биография
По профессии Эслинг был железнодорожным инженером. Работал в организации «Железные дороги штата Виктория». Построил виадук на Флиндерс-стрит в Мельбурне, мост через реку Мурабул (Moorabool), руководил заменой пролетов на мосту через реку Марибирнонг (Maribyrnong; ремонт проводился без остановки движения поездов), участвовал в реконструкции вокзала Флиндерс-стрит. Во время открытия нового здания вокзала заложил последний символический кирпич. Опубликовал ряд научно-технических статей, в частности, описал проблемы, связанные со строительством виадука на Флиндерс-стрит (давление бокового ветра и проблемы с горизонтально направленными силами при торможении).
Ушел с работы в знак протеста против кадровой политики компании.
Как шахматист Эслинг заявил о себе в 18 лет, когда выиграл легкую партию у А. Андерсена.
В 1885 году победил в матче переехавшего в Австралию из Англии Дж. Госсипа. Госсип заявил, что готов играть матч с любым шахматистом Австралии, который обеспечит 20 фунтов призового фонда. Победитель матча должен был получить титул чемпиона Австралии. Эслинг, который в то время был чемпионом Мельбурна, принял вызов. Госсип после первого поражения отказался продолжать матч, сославшись на состояние здоровья. В 1950 году к 90-летнему юбилею Эслинга Австралийская шахматная федерация официально провозгласила его первым чемпионом Австралии.
Следующий чемпионат Австралии разыгрывался в 1887 году в турнире по круговой системе. Эслинг набрал 7 из 9 из занял 2-е место вслед за Г. Чарликом.
В 1893 г. Эслинг победил в чемпионате штата Виктория, выиграв дополнительный матч у Р. Л. Ходжсона.
В 1895 году Эслинг вызвал на матч А. Уоллеса, который считался чемпионом Австралии. Матч состоялся в Мельбурне и проходил в упорной борьбе. Эслинг проиграл матч со счетом 7 : 9 (+5 −7 =4).
Позже Эслинг участвовал еще в чемпионате Австралии 1922 года.

## Спортивные результаты
| Год  | Город              | Соревнование                                                         | +  | − | = | Результат | Место |
| ---- | ------------------ | -------------------------------------------------------------------- | -- | - | - | --------- | ----- |
| 1878 | Франкфурт-на-Майне | 12-й конгресс Западногерманского шахматного союза (побочный турнир)  |    |   |   |           |       |
| 1880 | Мельбурн           | Матч с Дж. Уискером                                                  | 5  | 4 | 2 | 6 : 5     |       |
| 1885 | Мельбурн           | Матч с Дж. Госсипом (на звание чемпиона Австралии)                   | 1  | 0 | 0 | 1 : 0     |       |
|      |                    | Матч по телеграфу Новый Южный Уэльс — Виктория (против Дж. Госсипа)  | 1  | 0 | 0 | 1 из 1    |       |
| 1888 | Мельбурн           | Чемпионат Австралии                                                  | 6  | 1 | 2 | 7 из 9    | 2     |
| 1890 | Мельбурн           | Чемпионат Мельбурна                                                  |    |   |   |           | 1—2   |
| 1891 | Мельбурн           | Чемпионат штата Виктория                                             | 11 | 0 | 0 | 11 из 11  | 1     |
|      | Мельбурн           | Чемпионат Мельбурнского ШК                                           |    |   |   |           |       |
| 1892 | Мельбурн           | Чемпионат штата Виктория                                             |    |   |   | 13 из 14  | 1     |
|      |                    | Матч по телеграфу Новый Южный Уэльс — Виктория (против Т. Э. Эша)    | 1  | 0 | 0 | 1 из 1    |       |
| 1893 | Мельбурн           | Чемпионат штата Виктория                                             |    |   |   | 10½ из 13 | 1—2   |
| 1894 | Мельбурн           | Чемпионат штата Виктория                                             |    |   |   | 18 из 18  | 1     |
| 1895 | Мельбурн           | Матч с А. Уоллесом (на звание чемпиона Австралии)                    | 5  | 7 | 4 | 7 : 9     |       |
|      |                    | Матч по телеграфу Новый Южный Уэльс — Виктория (против А. Уоллеса)   | 0  | 1 | 0 | 0 из 1    |       |
| 1896 | Мельбурн           | Чемпионат штата Виктория                                             |    |   |   | 17½ из 19 | 1     |
|      |                    | Матч по телеграфу Новый Южный Уэльс — Виктория (против А. Уоллеса)   | 0  | 1 | 0 | 0 из 1    |       |
| 1897 | Мельбурн           | Чемпионат штата Виктория                                             |    |   |   | 17 из 18  | 1     |
|      |                    | Матч по телеграфу Новый Южный Уэльс — Виктория (против У. Крейна)    | 1  | 0 | 0 | 1 из 1    |       |
| 1898 |                    | Матч по телеграфу Новый Южный Уэльс — Виктория (против А. Уоллеса)   | 0  | 1 | 0 | 0 из 1    |       |
| 1899 |                    | Матч по телеграфу Новый Южный Уэльс — Виктория (против У. Крейна)    | 0  | 0 | 1 | ½ из 1    |       |
| 1900 |                    | Матч по телеграфу Новый Южный Уэльс — Виктория (против Дж. Б. Холла) | 1  | 0 | 0 | 1 из 1    |       |
| 1906 |                    | Матч по телеграфу Новый Южный Уэльс — Виктория (против А. Буньяна)   | 1  | 0 | 0 | 1 из 1    |       |
| 1922 | Мельбурн           | Чемпионат Австралии                                                  | 0  | 1 | 0 | 0 из 1    | [ 9 ] |